# Chalfont St Peter AFC
Chalfont St Peter AFC (celým názvem: Chalfont St Peter Association Football Club) je anglický fotbalový klub, který sídlí ve vesnici Chalfont St Peter v nemetropolitním hrabství Buckinghamshire. Založen byl v roce 1926. Od sezóny 2018/19 hraje v Isthmian League South Central Division (8. nejvyšší soutěž). Klubové barvy jsou červená a zelená.
Své domácí zápasy odehrává na stadionu Mill Meadow s kapacitou 4 500 diváků.

## Získané trofeje
- Wycombe Senior Cup ( 1× )
  - 2006/07

## Úspěchy v domácích pohárech
Zdroj: 
- FA Cup
  - 3. předkolo: 1985/86, 1998/99, 2012/13, 2014/15
- FA Trophy
  - 3. předkolo: 1989/90, 1991/92
- FA Vase
  - Semifinále: 2008/09

## Umístění v jednotlivých sezonách
Stručný přehled
Zdroj: 
- 1960–1962: London League
- 1963–1975: Spartan League
- 1976–1977: Athenian League (Division Two)
- 1977–1984: Athenian League
- 1984–1986: Isthmian League (Second Division North)
- 1986–1988: Isthmian League (Second Division South)
- 1988–1994: Isthmian League (First Division)
- 1994–2000: Isthmian League (Second Division)
- 2000–2002: Isthmian League (Third Division)
- 2002–2006: Isthmian League (Division Two)
- 2006–2011: Spartan South Midlands League (Premier Division)
- 2011–2017: Southern Football League (Division One Central)
- 2017–2018: Southern Football League (Division One East)
- 2018– : Isthmian League (South Central Division)

Jednotlivé ročníky
Zdroj: 
Legenda: Z - zápasy, V - výhry, R - remízy, P - porážky, VG - vstřelené góly, OG - obdržené góly, +/- - rozdíl skóre, B - body, červené podbarvení - sestup, zelené podbarvení - postup, fialové podbarvení - reorganizace, změna skupiny či soutěže
| Sezóny  | Liga                                             | Úroveň | Z  | V  | R  | P  | VG  | OG | +/- | B   | Pozice |
| ------- | ------------------------------------------------ | ------ | -- | -- | -- | -- | --- | -- | --- | --- | ------ |
| 2009/10 | Spartan South Midlands League (Premier Division) | 9      | 42 | 28 | 4  | 10 | 121 | 52 | +69 | 88  | 2.     |
| 2010/11 | Spartan South Midlands League (Premier Division) | 9      | 44 | 33 | 4  | 7  | 99  | 34 | +65 | 103 | 1.     |
| 2011/12 | Southern Football League (Division One Central)  | 8      | 42 | 14 | 14 | 14 | 65  | 68 | -3  | 56  | 12.    |
| 2012/13 | Southern Football League (Division One Central)  | 8      | 42 | 18 | 7  | 17 | 76  | 74 | +2  | 46  | 16.    |
| 2013/14 | Southern Football League (Division One Central)  | 8      | 42 | 14 | 8  | 20 | 49  | 60 | -11 | 50  | 14.    |
| 2014/15 | Southern Football League (Division One Central)  | 8      | 42 | 11 | 15 | 16 | 60  | 66 | -6  | 48  | 16.    |
| 2015/16 | Southern Football League (Division One Central)  | 8      | 42 | 23 | 2  | 17 | 76  | 71 | +5  | 71  | 6.     |
| 2016/17 | Southern Football League (Division One Central)  | 8      | 42 | 14 | 5  | 23 | 49  | 77 | -28 | 47  | 18.    |
| 2017/18 | Southern Football League (Division One East)     | 8      | 42 | 20 | 12 | 10 | 56  | 39 | +17 | 72  | 9.     |
| 2018/19 | Isthmian League (South Central Division)         | 8      | 38 |    |    |    |     |    |     |     |        |